# Catherine Lepère
Catherine Lepère, född 1601, död 1679, var en fransk barnmorska och abortör. Hon var en affärskompanjon till La Voisin och en av de åtalade i den omtalade Giftmordsaffären. 

## Biografi
Lepère var en licensierad barnmorska verksam i Paris. Hon hade förlöst Catherine Monvoisin, senare känd som La Voisin, och så småningom blivit dennas affärskompanjon. La Voisin blev år 1679 arresterad anklagad av sin rival Marie Bosse för att ha varit centralfigur i ett nätverk av spåkvinnor som utfört bland annat giftmord mot betalning. 
Marie Bosse angav flera av Voisins affärskompanjoner, bland dessa Lepère. Hon anklagades dock inte för att ha medverkat i beställningsmord eller giftförsäljning, utan för att ha utfört aborter, något som var förbjudet under denna tid och som hade varit en annan av de illegala tjänster som erbjöds av La Voisin. 

### Giftmordsaffären
Lepère medgav att La Voisin brukade vidarebefordra kunder som ville avbryta sin graviditet till henne. Hon sade att hon undersökte varje kund först, och att en del av dem var gravida medan andra bara trodde att de var det. De gravida hade hon avvisat, medan hon hade låtsats hjälpa de som inte var det genom att ge dem rent vatten. Efter fortsatta förhör medgav hon att hon hade en metod för att "tömma" kvinnor, men att hon gjorde detta genom en att spruta in vatten och inte genom ett ingrepp med krokar, och framhöll att allt berodde på hur insprutningen skedde.
Lepère påpekade att hon hade förhindrat många skandaler genom att hjälpa kvinnor i hög samhällsställning att avbryta oönskade graviditeter, och att hon ansåg att hon hade utfört en samhällstjänst. Hon förklarade att hon hade mottagit en mycket liten procentandel av intäkterna från La Voisin, som gjorde upp om priset innan hon sände kunden till henne, och om aborten skedde under ett sent stadium i graviditeten, så brukade hon döpa fostret och muta sig till en begravningsplats. 
Marie Bosse uppgav att fostren i stället brukade begravas i La Voisins trädgård eller brännas i en ugn på hennes kontor. Det är okänt om något foster begravdes i La Voisins trädgård, eller om en sådan ugn existerade, eftersom de uppgifterna aldrig undersöktes. Inte heller tillfrågades någon av de åtalade om namnet på de kunder som hade sökt abort. Detta var på önskan av Ludvig XIV, som hade gett order om att denna del av La Voisins organisation skulle förbigås. 

### Efterspel
Lepère dömdes till döden för abort den 11 augusti 1679. Nästa dag spändes hon fast i ett tortyrinstrument designat för att krossa ben, men på grund av hennes höga ålder besparades hon tortyr och fick endast sitta fastspänd i tortyrinstrumentet ett slag utan att det användes. Hon avrättades genom hängning.